# Millán Salcedo
Millán Salcedo Salcedo (Brazatortas, Ciudad Real, 14 d'abril del 1955) és un actor i humorista espanyol, famós pel seu treball amb Josema Yuste i Fernando Conde en el grup humorístic Martes y Trece.

## Biografia
Va començar la carrera artística al teatre, participant, entre d'altres, a l'estrena de Las cítaras colgadas de los árboles (1974) d'Antonio Gala, sota la direcció de José Luis Alonso Mañés.
La popularitat li va arribar com a integrant del trio còmic Martes y Trece juntament amb Josema Yuste i Fernando Conde. Va ser després que Conde se'n separés que el grup, com a duo, va aconseguir una popularitat molt gran a Espanya, interpretant durant diverses temporades els programes especials de cap d'any a Televisió Espanyola.
El 1997, Martes y Trece es va separar, i poc després Salcedo va escriure i dirigir la sèrie Kety no para, que es va emetre a Televisió Espanyola. També va crear el programa Un millán de cosas, emès a Telecinco i on feia actuacions diverses.
A partir de la dècada del 2000, es va centrar en el treatre, com ara les obres Salomé (2005) i Los sobrinos del Capitán Grant —on va coincidir amb el seu excompany Fernando Conde—, així com en algunes sarsueles.
La primavera del 2008, al Teatro Infanta Isabel de Madrid, va presentar un espectacle humorístic i teatral amb el pianista César Belda anomenat Yo me subí a un piano verde, sota la direcció artística de Joan Gràcia i Paco Mir, i durant dos anys va representar-lo per tot Espanya amb el pianista Marcos Cruz. Basant-se en el mateix text, el desembre del 2012 va estrenar De verden cuando al Teatro La Latina de Madrid, i el va representar amb el pianista Marcos Cruz fins al 3 de febrer del 2013.
El 2014, va copresentar amb Mariló Montero el programa de Televisió Espanyola El pueblo más divertido de España.
Ha escrit llibres d'humor com ara Sufro Bucho, Cuando la aurora extiende su manto i En mis trece.

## Televisió
- Retratos Salvajes (especial de la nit de cap d'any amb José Mota 2018/2019) (2018)
- Menuda Noche (2018) - Convidat
- MasterChef (2017) - Convidat
- Mi casa es la tuya (2016-2017) - Convidat amb Josema Yuste (Martes y 13)
- El Hormiguero (2016) - Convidat amb Josema Yuste (Martes y 13)
- El pueblo más divertido (2014)
- ¡Arriba ese ánimo! (2012)
- El club de la comedia (2011)
- Homenaje a Luis Sánchez Polack Tip (1999)
- Un millán de cosas (1998-1999)
- Kety no para  (1997)
- Adós... (1997)
- Somos la primera, especial de la nit de cap d'any del 1996 (1997)
- Emisión: Imposible (1996)
- A Belén pastores (1995)
- Vísperas y festivos (1995)
- ¡Fíjate! (1994)
- Brindemos por los cuarenta (1996)
- El retonno (1994)
- Viéndonos (1992-1993)
- Telepasión española (1990-1993)
- Campanadas desde la puerta del sol (1990-1992)
- Que te den concurso (1992)
- El 92 cava con todo (1991)
- A ver, a ver (1991)
- ¡Venga el 91! (1990)
- A por uvas (1989)
- Especial Nochevieja 1988: ¡Hola, hola 89!, especial de la nit de cap d'any del 1988 (1989)
- Super 88, especial de la nit de cap d'any del 1987 (1988)
- Viva 86, especial de la nit de cap d'any del 1985 (1985)
- Viva 85, especial de la nit de cap d'any del 1984 (1984)
- Viva 84, especial de la nit de cap d'any del 1983 (1983)
- Un, dos, tres... responda otra vez
- Las mil y una noches (20 d'agost del 1982)
- Aplauso (1980)
- Fantástico (1979)

## Filmografia
- Sentados al borde de la mañana, con los pies colgando
- Ni te cases ni te embarques
- La corte de Faraón
- La loca historia de los tres mosqueteros
- Aquí huele a muerto... (¡Pues yo no he sido!) (1990)
- El robobo de la jojoya